# Heidžó-kjó

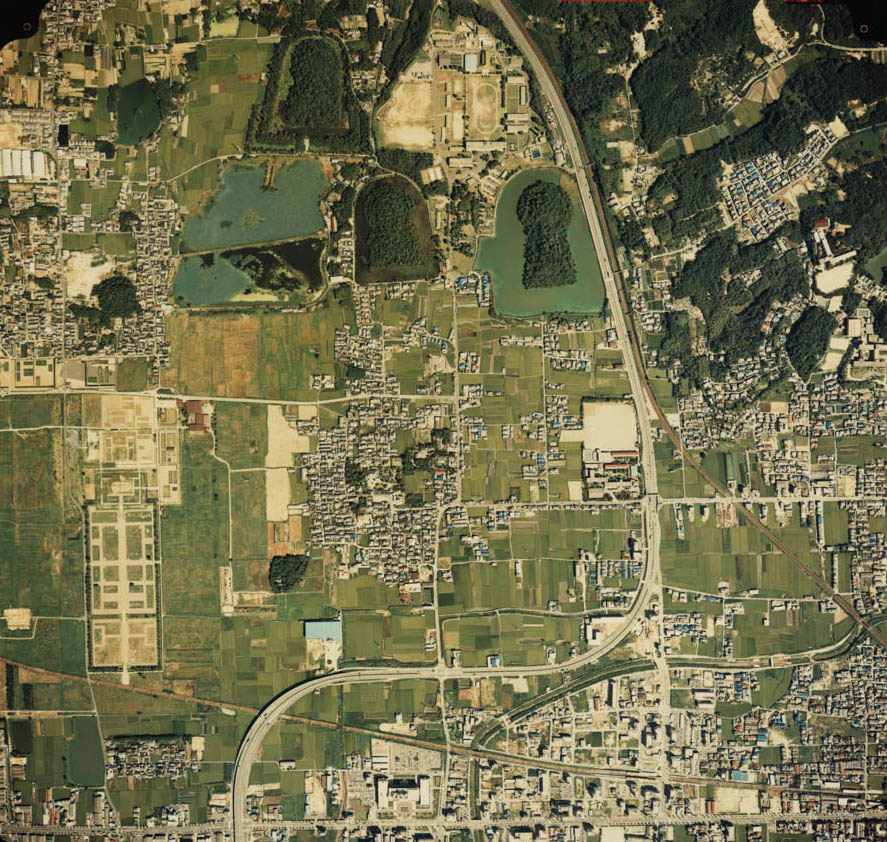
Satelitní snímek areálu Heidžó-kjó

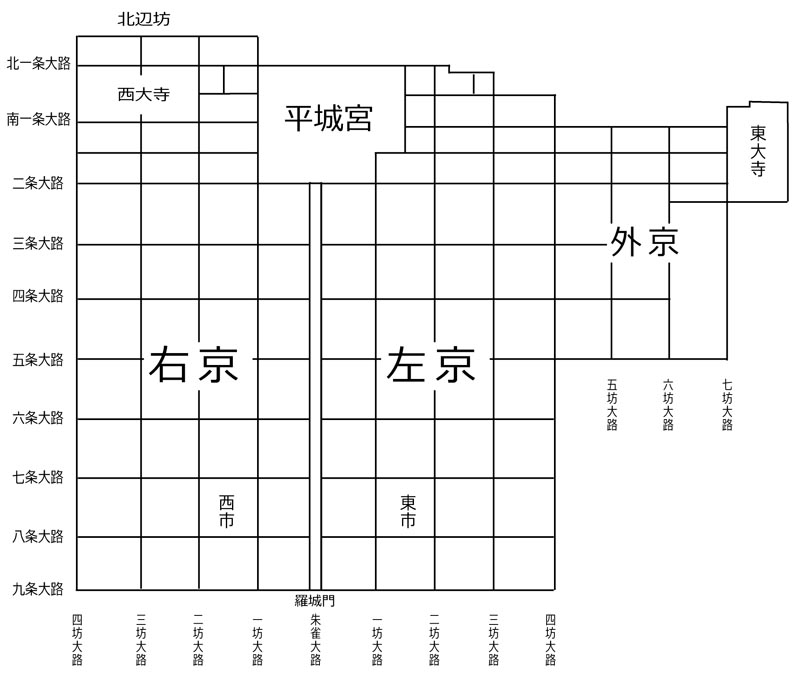
Půdorys Heidžó-kjó

Heidžó-kjó (japonsky: 平城京, také Heizei-kjó, někdy Nara no mijako) bylo hlavní město Japonska a sídlo císaře během téměř celého období Nara (mezi lety 710–740 a znovu v letech 745–784). Nové hlavní město bylo vybudováno podle vzoru Čchang-anu (dnešní Si-an), hlavního města čínské dynastie Tchang, které bylo, stejně jako mnoho starobylých východoasijských měst, postaveno podle složitého systému představ a zákonů geomantie. To předurčilo rozvržení sítě ulic stejně jako potřebu umístit ochranné svatyně a chrámy na určitých místech města.
Císařský palác Heidžó je spolu s několika dalšími památkami nacházejícími se ve městě Nara zapsán na Seznam světového dědictví UNESCO pod společným označením Památky na starobylou Naru.
Roku 708 nařídila císařovna Gemmei přesunout císařské hlavní město z Fudžiwara-kjó do Heidžó-kjó. Přemístění bylo dokončeno v roce 710. Heidžó-kjó bylo sice vystavěno podle vzoru Čchang-anu, avšak nebylo obehnáno zdmi. Kupci a obchodníci z Číny, Koreje a Indie s sebou přinášeli rozličné zahraniční zvyky a tradice, takže Heidžó-kjó se rozvíjelo v první japonské mezinárodní a politické hlavní město. V době jeho největšího rozkvětu zde žilo 50 000 až 100 000 obyvatel. Město mělo tvar nepravidelného obdélníku a rozlohu přes 25 km2.

## Architektura
V areálu Heidžó-kjó se nacházejí dávné buddhistické chrámy, z nichž některé jsou spolu s císařským palácem rovněž zapsány na tage Seznam světového dědictví UNESCO. 
- Daiandži (大安寺)
- Jakušidži (薬師寺)
- Kófukudži (興福寺)
- Gangódži (元興寺)
- Suzakumon (朱雀門, rekonstrukce)
- Saidaidži (西大寺)
- Tódaidži (東大寺)
- Daikokuden (大極殿, Velký audieční sál, rekonstrukce)

## Galerie

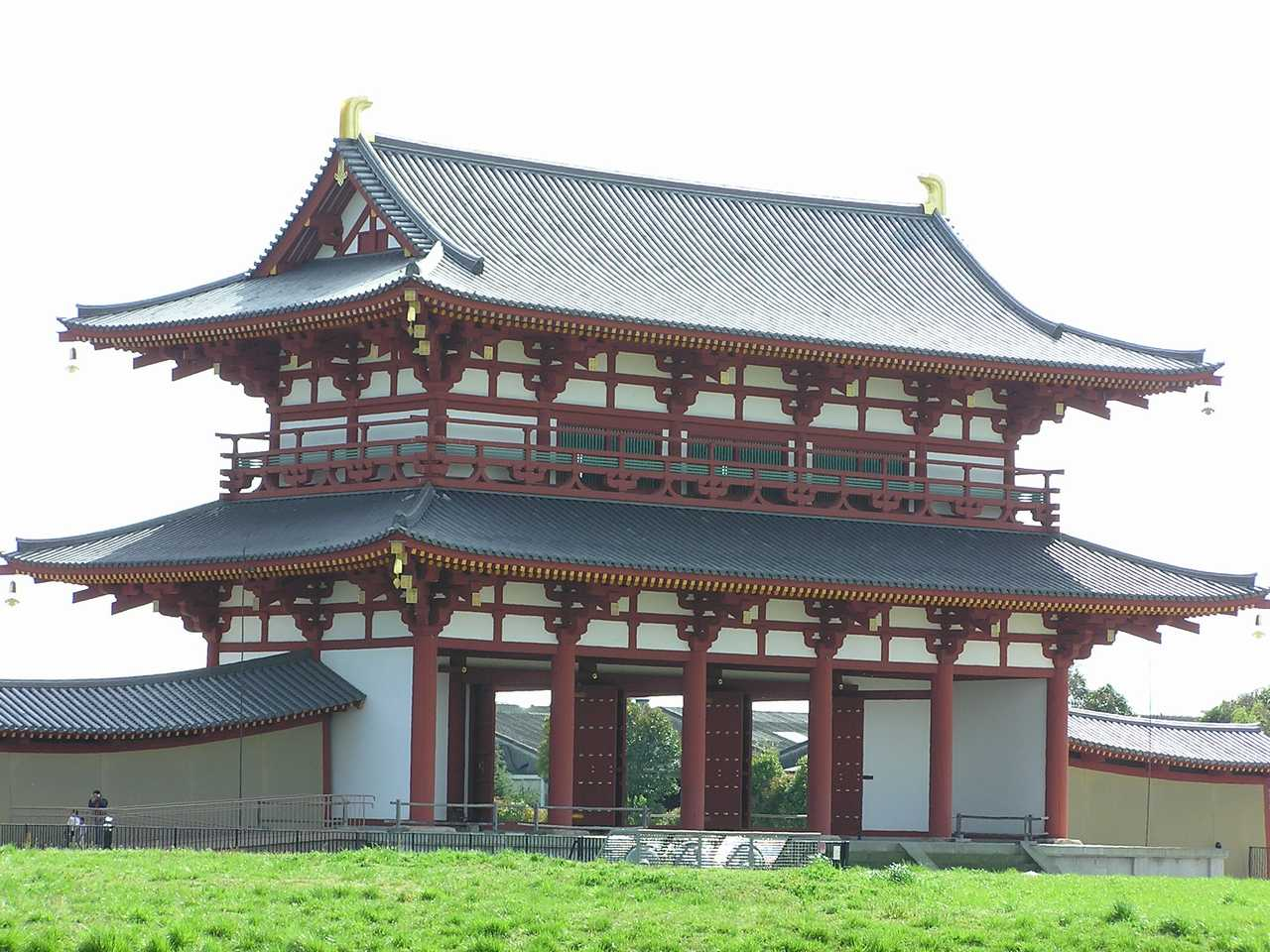
Zrekonstruovaná brána Suzakumon paláce Heidžó
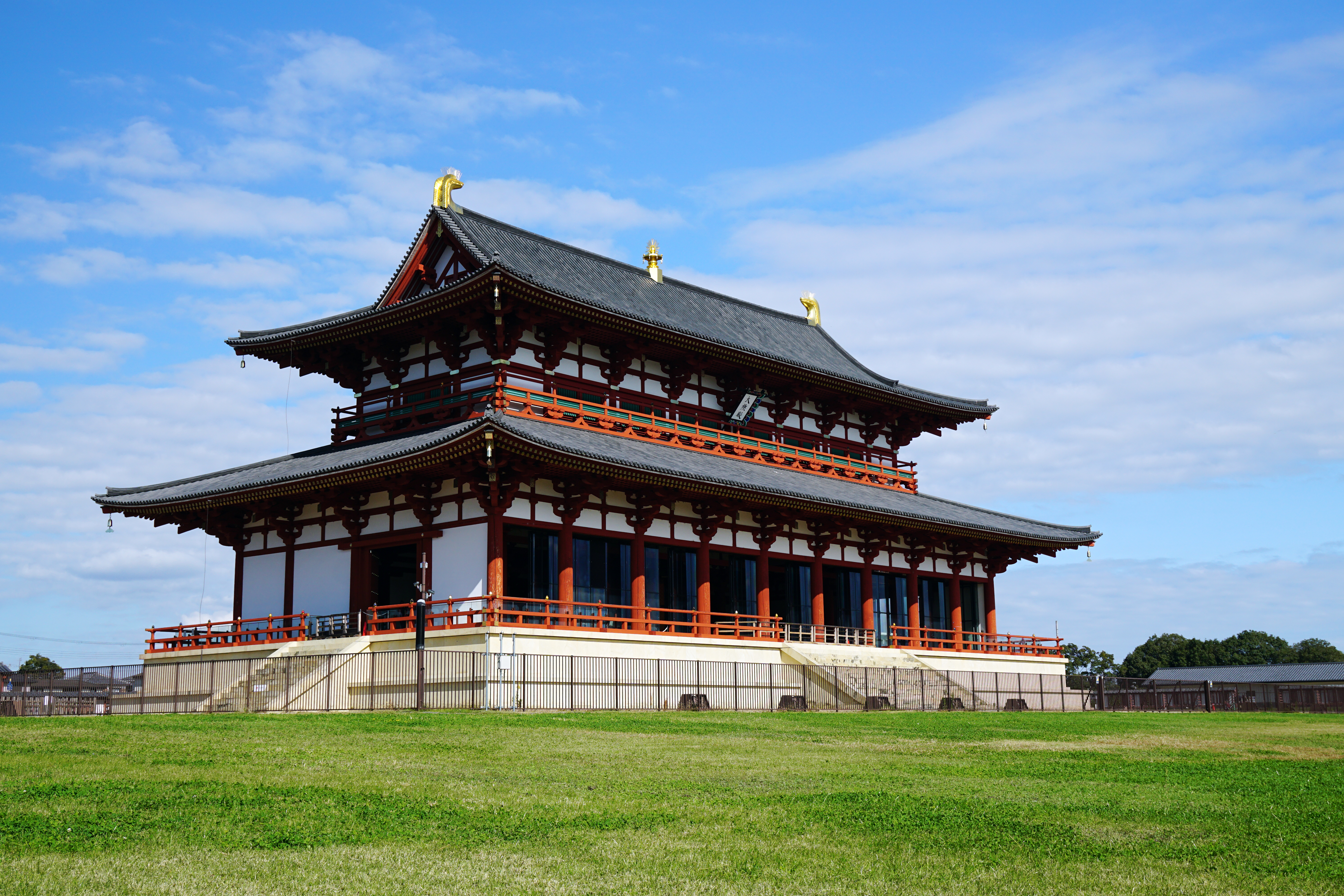
Velký audieční sál Daigokuden, hlavní budova paláce Heidžó
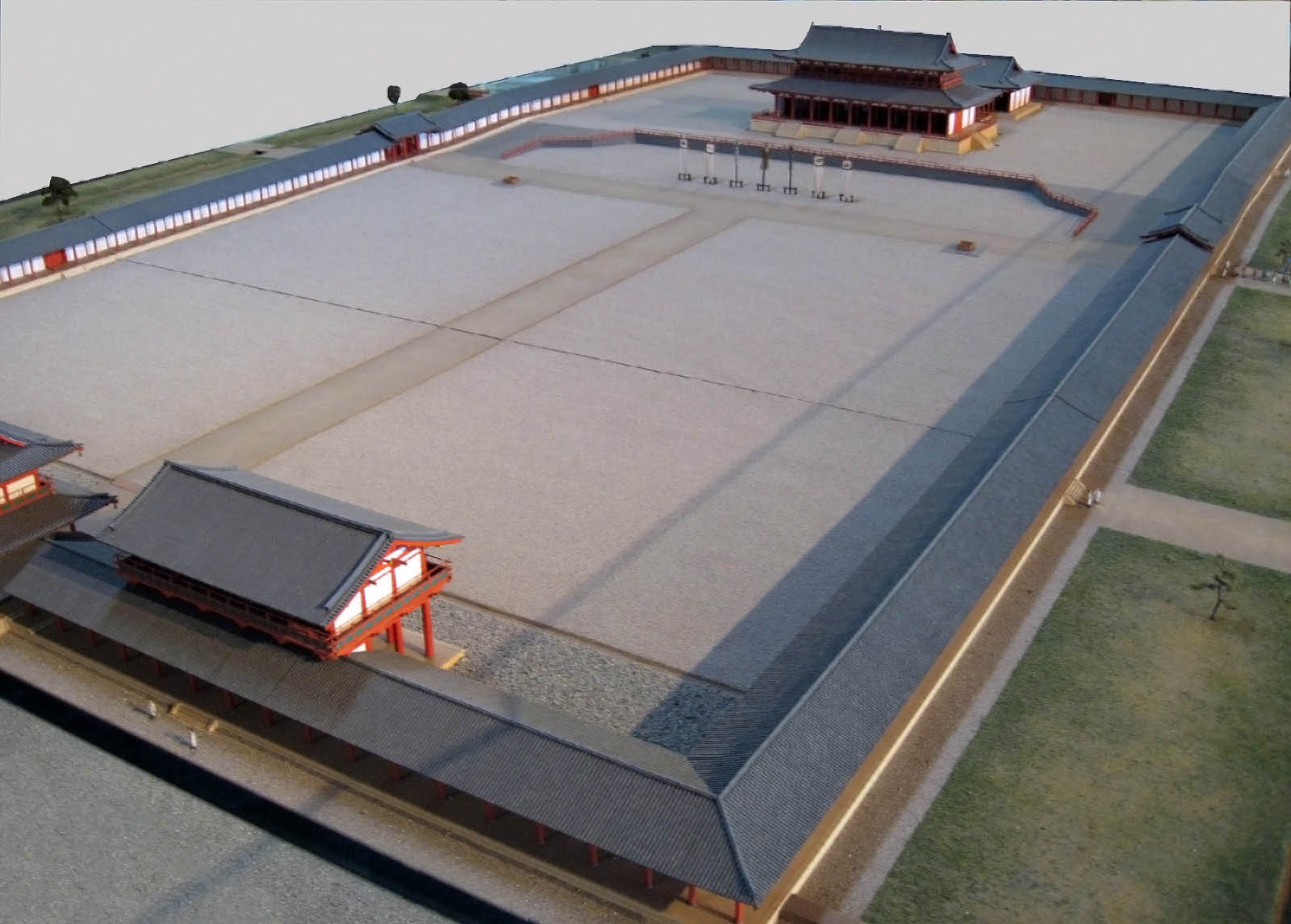
Model císařského paláce Heidžó